# The Fields of Anfield Road
«The Fields of Anfield Road» — популярная среди болельщиков футбольного клуба «Ливерпуль» песня, исполняемая во время перерывов в игре. Она является одной из самых известных песен фанов команды (наряду с «You’ll Never Walk Alone»). В тексте упоминаются легенды «Ливерпуля» Билл Шенкли, Боб Пейсли, Кенни Далглиш и Стив Хайвэй. Исполняется на мотив «Fields of Athenry».
В 2009 году к двадцатой годовщине трагедии на «Хиллсборо» к песне был дописан ещё один куплет, посвящённый погибшим 96 болельщикам «Ливерпуля», а также был выпущен сингл, в записи которого принимали участие легендарные игроки «Ливерпуля» (Кенни Далглиш, Брюс Гроббелар, Алан Кеннеди, Ховард Гейл) и семьи фанатов, погибших во время трагедии.
Обычно во время матча песня исполняется не целиком — поётся только припев, для того, чтобы больше «раззадорить» игроков.

## Текст
Outside the Shankly Gates 

I heard a Kopite calling 

Shankly they have taken you away 

But you left a great eleven 

Before you went to heaven 

Now it’s glory round the Fields of Anfield Road.
All round the Fields of Anfield Road 

Where once we watched the King Kenny play (and could he play!) 

Steve Heighway on the wing 

We had dreams and songs to sing 

Of the glory round the Fields of Anfield Road
Outside the Paisley Gates 

I heard a Kopite calling 

Paisley they have taken you away 

You led the great 11 

Back in Rome in 77 

And the redmen they are still playing the same way
All round the Fields of Anfield Road 

Where once we watched the King Kenny play (and could he play!) 

Steve Heighway on the wing 

We had dreams and songs to sing 

Of the glory round the Fields of Anfield Road